# Janthinisca flavipennis
Janthinisca flavipennis är en fjärilsart som beskrevs av George Francis Hampson 1910. Janthinisca flavipennis ingår i släktet Janthinisca och familjen tandspinnare. Inga underarter finns listade i Catalogue of Life.